# Conrad Schreiner
Conrad Johannes Schreiner (* 7. April 1829 in Niederlauken im Hochtaunuskreis; † 28. Juni 1895 in Naunstadt) war ein deutscher Landwirt und Bürgermeister sowie Mitglied des Provinziallandtages der Provinz Hessen-Nassau.

## Leben
Conrad Schreiner wurde als Sohn des Landwirts Johannes Schreiner (1800–1858) und dessen Ehefrau Katharina Margaretha Bullmann (1803–1858) geboren, übernahm den elterlichen landwirtschaftlichen Betrieb in Naustadt und war dort von 1856 bis 1876 als Bürgermeister tätig. Für die Verbesserung der Verkehrswege in seinem Heimatkreis zeigte er besonderes Engagement.
Von 1886 bis 1892 hatte er ein Mandat für den Nassauischen Kommunallandtag des preußischen Regierungsbezirks Wiesbaden bzw. für den Provinziallandtag der Provinz Hessen-Nassau, wo er Mitglied im Rechungsprüfungs- und Wegebauausschuss war.

## Öffentliche Ämter
- Vorsitzender des  Pferdezuchtvereins Usingen-Land